# Меймі Ейзенхауер
Меймі Женева Дауд Ейзенхауер (англ. Mamie Geneva Doud Eisenhower; 14 листопада 1896 — 1 листопада 1979) — дружина президента Дуайта Ейзенхауера і Перша леді США з 1953 до 1961.

## Біографія

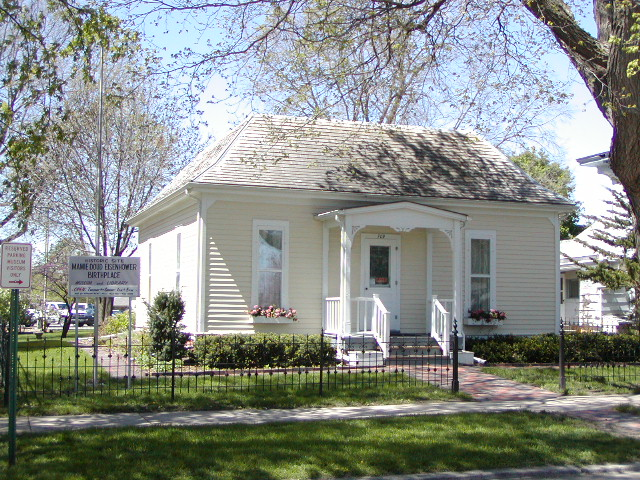
Місце народження Першої леді Меймі Дуайт Ейзенхауер на Керрол-стріт, 709, в Буні (штат Айова).

Народилася в Буні (штат Айова). Батьками були Джон Шелдон Дауд, успішний пакувальник м'яса, і Елівера Матильда Карлсон-Дауд. Меймі зростала у відносному комфорті в Сідар-Рапідс (штат Айова), Колорадо-Спрінгз (штат Колорадо) і Денвері (штат Колорадо), а взимку — у будинку Даудів у Сан-Антоніо (штат Техас). Її батько пішов на пенсію у віці 36 років, заробивши статки на м'ясній промисловості . Вона і три її сестри виросли у великому будинку з декількома слугами .

## Шлюб і сім'я
Меймі зустріла Дуайта Ейзенхауера в Сан-Антоніо в жовтні 1915 року, незабаром після закінчення навчання у школі міс Волкотт. Відрекомендувавши її місіс Лулу Харріс, дружині приятеля по Форту Сем Х'юстон, вони порозумілися відразу. Ейзенхауер, черговий офіцер, запросив місіс Дауд супроводити його в раунд. На День святого Валентина в 1916 році він дав їй каблучку з мініатюрною печаткою Військової академії для формального зобов'язання .

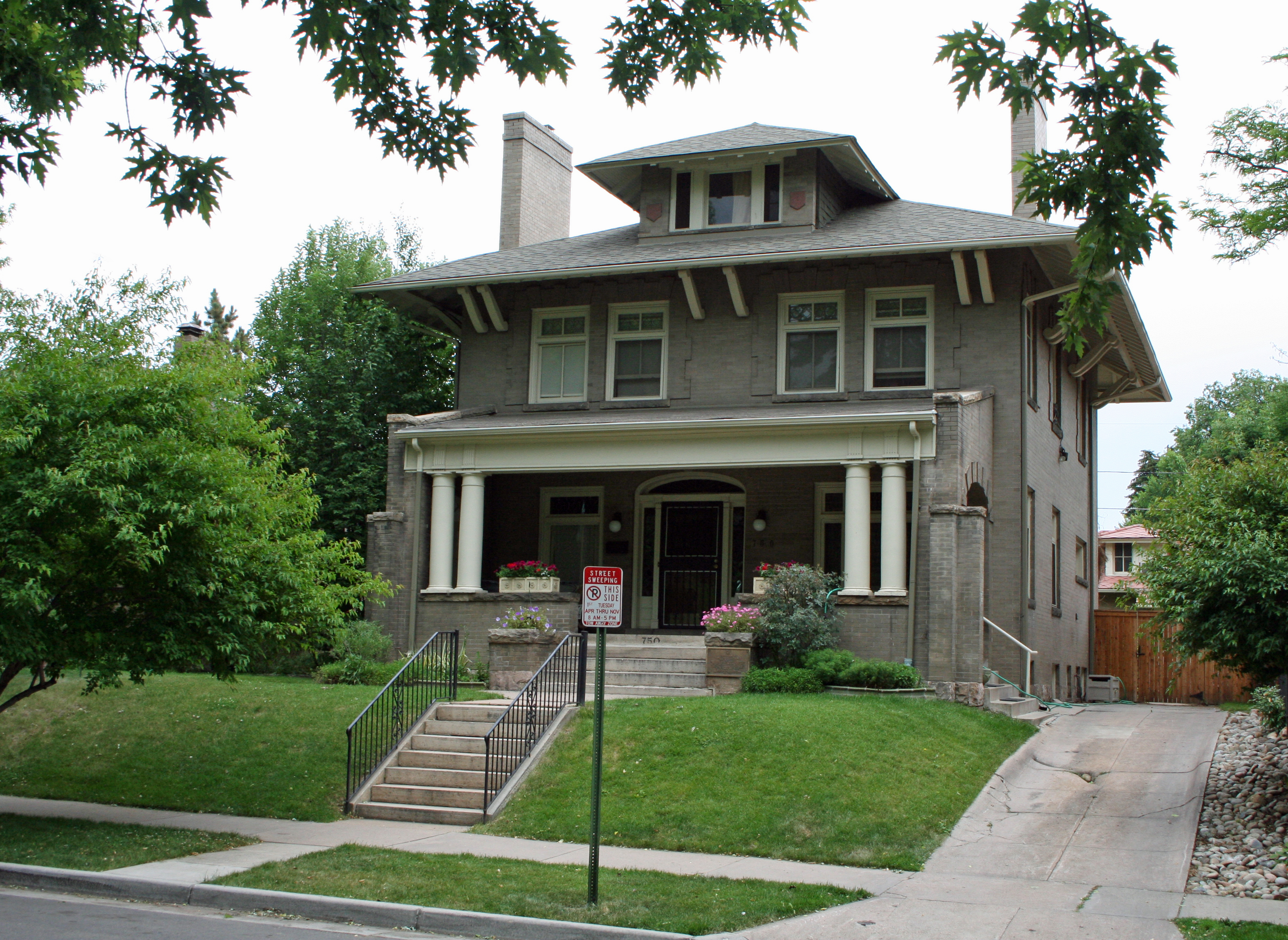
Будинок Даудів на Лафайєтт Стріт 750 у Денвері, Колорадо.

Лейтенант Дуайт Ейзенхауер у віці 25 років одружився з Меймі Ейзенхауер, якій виповнилося 19 років, 1 липня 1916 року у будинку батьків нареченої в Денвері, Колорадо. Після весілля, проведеного преподобним Вілліамсоном у Центральній пресвітеріанській церкві в Денвері, молодята вирушили в медовий місяць на кілька днів до Ельдорадо Спрінгс, Колорадо, курорт неподалік від Денвера. А потім відвідали батьків нареченого в Абілені, перш ніж зажити простим лейтенантської життям у Форті Сан Х'юстон .
У Ейзенхауерів було двоє дітей (тільки один дожив до зрілості):
- Дауд Дуайт Ейзенхауер (24 вересня 1917 — 2 січня 1921) помер від скарлатини.
- Джон Шелдон Дуайт Ейзенхауер (3 серпня 1922 року — 21 грудня 2013 року) — солдат, дипломат, письменник. Народився у Денвері, закінчив Військову академію у 1944 році і отримав ступінь магістра в галузі англійської літератури в Колумбійському університеті в 1950 році. Після відставки з успішної військової кар'єри (1944—1963) він був призначений послом у Бельгії (1969—1971) при Річарді Ніксоні . Він написав звіт про битву в Арденах, Гіркий ліс (1969), Суто особисте (1974), і Союзники: Перл-Харбор в один день (1982).

У наступні роки Меймі була зразком для інших армійських дружин: правонаступництво США в зоні Панамського каналу, борг у Франції, у Філіппінах. Хоча Меймі звикла до комфортного способу життя, та вона швидко пристосовувалася і приєдналася до чоловіка під час його просування в президенти .

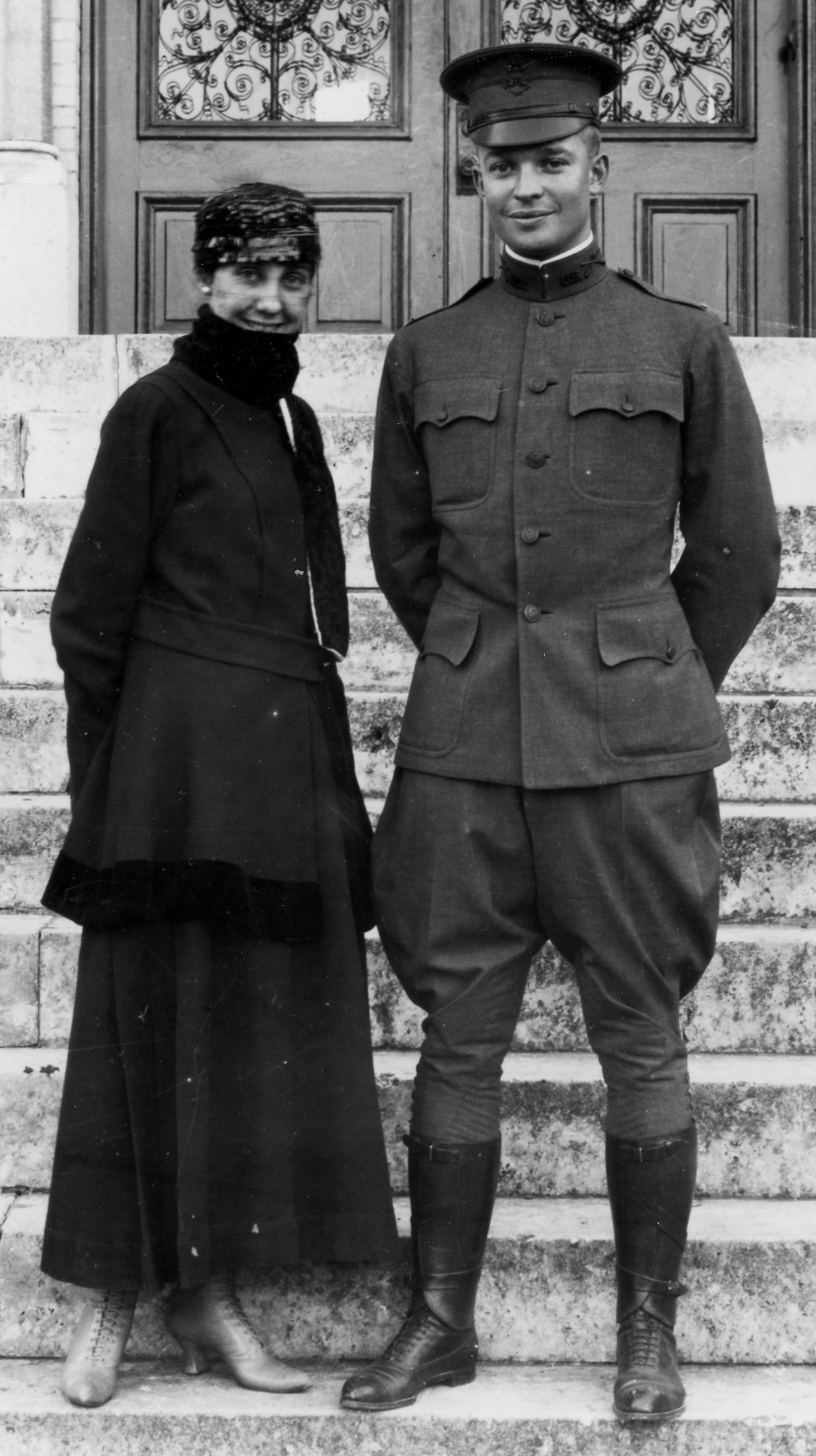
Меймі Ейзенхауер зі своїм чоловіком на сходах коледжу Святої Марії, Сан-Антоніо, Техас, 1916 рік

Під час Другої світової війни вона жила в Вашингтоні . Після того, як її чоловік став президентом Колумбійського університету у 1948 році, Ейзенхауери купили ферму (тепер Національний історичний музей Ейзенхауера) у Геттісбергу, Пенсільванія . Це був перший будинок, який вони колись купили . Його обов'язки командувача сил НАТО і її, як господині вілли в Парижі, нарешті завершилися в 1955 році .

## Перша леді США

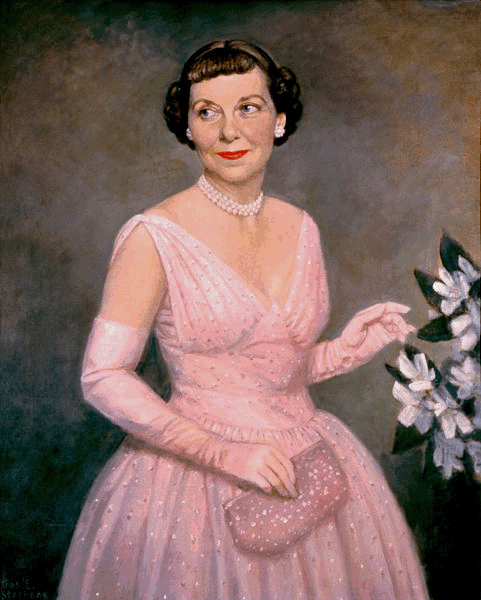
Меймі Ейзенхауер у своєму першому інавгураційному платті. Малюнок Томаса Стівенса, 1953 рік.

Вони відсвяткували входини пікніком для співробітників у Білому домі . Дипломатія і повітряні подорожі в післявоєнному світі принесли зміни у їх представницькі витрати. Ейзенхауери розважали безпрецедентну кількість глав держави і лідерів іноземних держав. Манери Першої леді, її любов до гарного одягу, який розробляв Арнольд Скейсі, коштовностей, неприховане захоплення чоловіком і будинком зробило її дуже популярною Першою леді. Сукня, яку вона одягла на інавгурацію чоловіка, є однією з найпопулярніших у Смітсонівському національному музеї американської історії .
Як Перша леді, вона була доброю господинею, але ретельно оберігала своє особисте життя. Через хворобу Меньєра, запалення внутрішнього вуха, що впливає на рівновагу, Меймі важко було триматися на ногах, що породжувало чутки про її проблеми з алкоголем .
Місіс Ейзенхауер була відома як ощадлива людина, яка вирізала купони для співробітників Білого дому. Її рецепт " Ірис Меймі на мільйон доларів " був відтворений домогосподарками по всій країні після публікації .
Меймі Ейзенхауер була незадоволена приходом Джона Кеннеді в Білий дім відразу після обрання президентом. Незважаючи на те, що Жаклін Кеннеді народила сина Джона Кеннеді молодшого два тижні тому за допомогою кесаревого розтину, Меймі не запропонувала їй крісло-каталку під час огляду Білого дому. У присутності Меймі Жаклін трималася з гідністю, але після повернення втратила свідомість. Коли у Меймі запитали, чому вона не запропонувала їй крісло-каталку, колишня Перша леді просто сказала, «тому що вона не просила» .

## Подальше життя

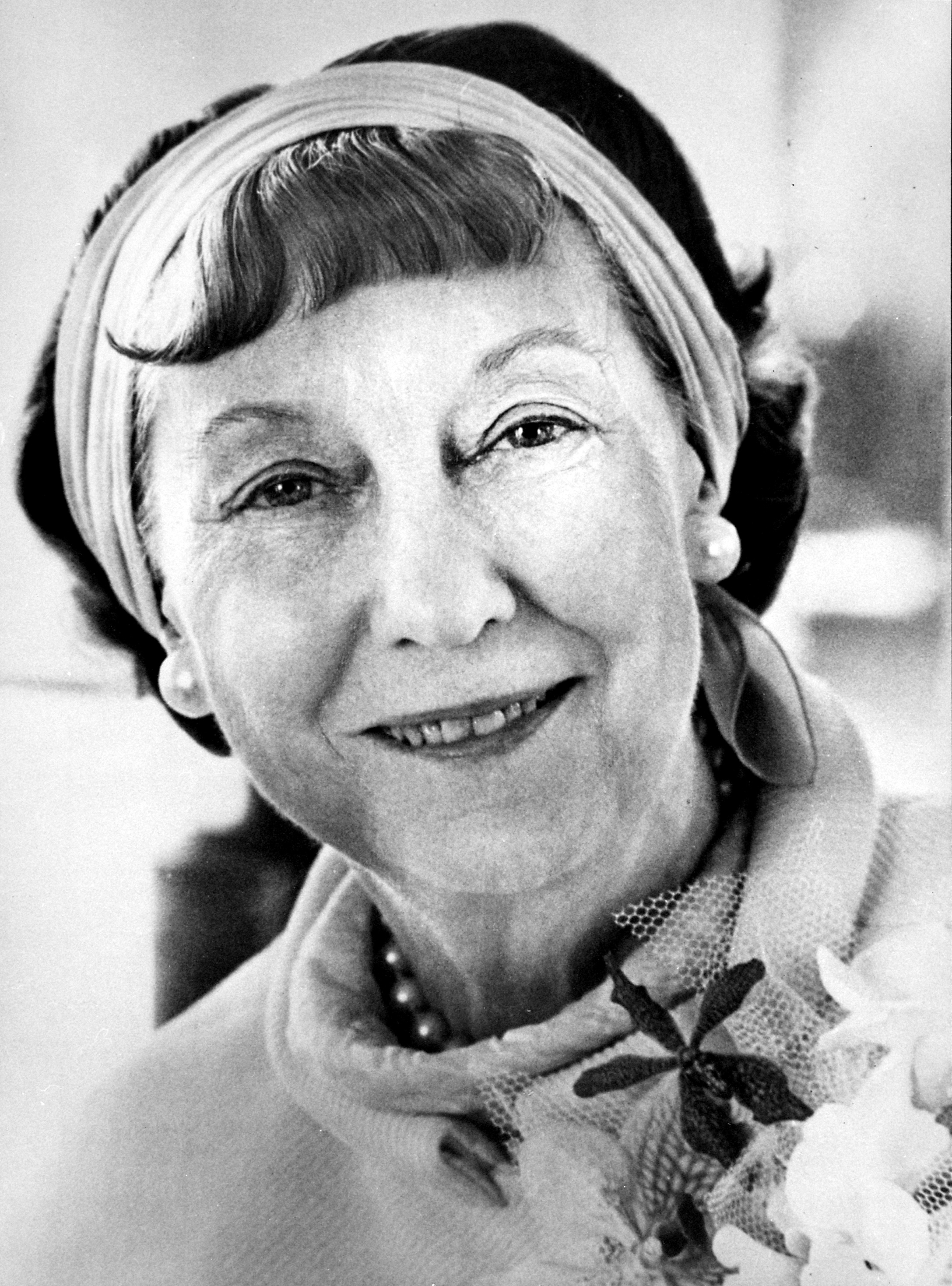
Портрет Меймі Ейзенхауер, 27 квітня 1971 року.

У 1961 році, після відставки чоловіка, Меймі повернулася до Геттисбергу, Пенсільванія, у свій перший постійний будинок. Після смерті чоловіка в 1969 році вона деякий час продовжувала жити на фермі, поки не купила квартиру в кінці 1970-х у Вашингтоні. Вона перенесла інсульт 25 вересня 1979 року і була доставлена в лікарню, де десять років тому помер її чоловік. Меймі не виписали з лікарні, а її онучка Мері оголосила, що вона помре наступного дня. Дійсно, вона тихо померла уві сні рано-вранці 1 листопада, всього за тиждень з невеликим до свого 83-го дня народження. Вона похована поряд із чоловіком у Абіліні, Канзас. У 1980 році місце її народження в Буні, Айова, перетворилося в історичне місце; до неї такої честі була удостоєна тільки інша Перша леді Ебігейль Адамс.
Бібліотека в Брумфілді і парк на околицях Денвера названі на честь Меймі Ейзенхауер.

## У культурі
- Голлівудська зірка Джоан Оландер після підписання контракту зі студією Universal узяла псевдонім Меймі Ван Дорен, на честь Першої леді[13] .
- Роль Ейзенхауер у байопіку " Дворецький " 2013 року виконала володарка премії " Оскар " Мелісса Лео, проте сцени за її участі були вилучені при монтажі.[14][15] .